# Gilbert Tiberghien
Pour les articles homonymes, voir Tiberghien.
Gilbert Tiberghien (né le 27 janvier 1950 à Paris, mort le 11 mars 2016 à Bordeaux) est un acteur, metteur en scène et militant français.

## Biographie
Il œuvre en 1969-70 avec Philippe Adrien au sein du groupe Hutop puis s’installe à Bordeaux en 1973 comme comédien à “Art et Jeunesse” puis au Théâtre en Miettes. Il crée avec Yvan Blanloeil et Guy Lenoir la compagnie B.L.T. (1976/77).
En 1977, il est cofondateur de la compagnie Fartov & Belcher et intervient comme comédien et metteur en scène. Il met en scène Marguerite Duras et joue J. Verne, B.Brecht, A. Sastre, S. Beckett (En attendant Godot l’emporte dans deux tournées en Afrique et aux États-Unis).
Il fut l’un des premiers à utiliser à la scène, comme élément de jeu, des écrans vidéo, créant cinq variations théâtre-musique-vidéo, dont l’une, Cosy-Corner no 2 fut joué au Centre national d'art et de culture Georges-Pompidou.
En 1984, il crée avec G. Balavoine, F. Bleuse et d’autres artistes l’Agence Modern’ MultiMedia (26 mm tourné en vidéo sur le thème de la Douleur et un 17 mm “Le Canon” présenté au Festival International de Bourges).
En 1986, il crée la Compagnie Gilbert Tiberghien et s’implante sur Eysines. En 1998, la Compagnie cofonde le TNT - Manufacture de chaussures à Bordeaux, et s’y installe.
La compagnie reçoit le soutien de la ville de Bordeaux, du Conseil Général de la Gironde et du Conseil Régional d'Aquitaine. Elle bénéficie d'aides à la production de l'OARA et de la DRAC Aquitaine.
Dans les années 2010, il fonde à Bordeaux, avec La Compagnie Gilbert Tiberghien et d'autres, un nouveau lieu pluridisciplinaire (théâtre, danse, musique, arts picturaux, arts martiaux...) nommé... Le Lieu sans nom.
Il meurt d'une attaque le 11 mars 2016.

## Principales mises en scène
- 2014 : Ode Maritime de Fernando Pessoa
- 2011 : Molto Bene d'après Howard Barker, Lise Martin (écrivain), Erri De Luca, Joël Pommerat, Alain Badiou, Fausto Paravidino, Jean Dubuffet, Frédéric Lordon et Denis Guénoun
- 2011 : Pollock de Fabrice Melquiot
- 2009 : Ulysse et le Fleuve de Bernard Manciet
- 2008 : Si Dieu existe, j'espère qu'il a une bonne excuse d'après Dostoïevski, Bond et Melville
- 2007 : Ubu Roi d'Alfred Jarry
- 2006 : Elle de Jean Genet
- 2004 : Orphée de Bernard Manciet / Coproduction Théâtre national de Bordeaux en Aquitaine - Partenariat Conservatoire de Bordeaux
- 2002 : Plus s'accroît le péril d'après L'Enfer de Dante, Rimbaud et Lautréamont, par G. Tiberghien et S. Guagliardi ; musique : Chazam (2002)
- 2000 : Accidents de Bernard Manciet
- 1999 : Les émigrants ou Iphigénie devant la gare de Bernard Manciet
- 1998 : A moi la peur, L'art de la guerre de S. Guagliardi et P. J. Retali
- 1997 : Comment on devient ce que l'on est, d'après Ecce Homo de Friedrich Nietzsche et l'Apocalypse de Jean, par Gilbert Tiberghien, S. Guagliardi ; musique : Chazam